# Parmatergus lens
Espèce
Parmatergus lens est une espèce d'araignées aranéomorphes de la famille des Araneidae.

## Distribution
Cette espèce est endémique de Madagascar.

## Publication originale
- Emerit, 1994 : Nouvelle contribution à l'étude des gastéracanthes de Madagascar: le genre Parmatergus (Araneidae, Gasteracanthinae). Revue arachnologique, vol. 10, p. 155-170.